# Jülich
Jülich er en by i Kreis Düren i den tyske delstat Nordrhein-Westfalen. Byen har omkring 33.000 indbyggere. Jülich ligger ved floden Rur. 
Byen er især kendt for Forschungszentrum Jülich, der blev grundlagt i 1956. Forskningscentret er ét af de største i Europa.
Frem til begyndelsen af 1800-tallet var byen hovedstad i Hertugdømmet Jülich. 
50°55′20″N 6°21′30″Ø / 50.9222°N 6.3583°Ø